# Hieracium aggregatum
Hieracium aggregatum es una especie de planta con flor del género Hieracium, de la familia Asteraceae, orden Asterales.

## Distribución
Hieracium aggregatum se distribuye por Escocia.

## Taxonomía
Fue descrita científicamente por Backh. fil. Fue publicada en Monogr. Brit. Hierac.: 52 (1856).